# Chrysopa quadripunctata
Chrysopa quadripunctata là một loài côn trùng trong họ Chrysopidae thuộc bộ Neuroptera. Loài này được Burmeister miêu tả năm 1839.